# Willem Koster (econoom)
Willem Koster (Utrecht, 24 september 1911 - Den Haag, 28 april 1975) was een Nederlands econoom en thesaurier-generaal.

## Biografie
Koster werd geboren als oudste van drie kinderen van Jacob Jan Koster (1886-1965) en Elisabeth Baas (1886-1980). Vader Koster was vormer en kopergieter. Hij kwam in 1913 in dienst bij de Centrale Werkplaats van de Staatsspoorwegen te Utrecht en was onder meer secretaris van het hoofdbestuur van de Nederlandsche Vereeniging van Spoor- en Tramwegpersoneel. In 1920 ging vader Koster een contract aan met de Deli Spoorweg Maatschappij als hoofdopzichter van de technische werkplaats te Poeloe Brajan, Medan, Sumatra’s Oostkust.
Voor zijn middelbareschoolopleiding werd Willem Koster naar Bandoeng, Java, gestuurd waar hij het eindexamen HBS behaalde. Vervolgens ging hij economie studeren aan de Economische Hogeschool van Rotterdam. In 1936 behaalde hij zijn doctoraat met lof.
Aanvankelijk werkte Koster bij het Ministerie van Economische Zaken te Den Haag, maar in 1937 vertrok hij opnieuw naar Nederlands-Indië. Daar was hij te Batavia in dienst van de Nederlands-Indische regering actief in functies als hoofd marktonderzoek van het Nederland-Indisch Deviezen Instituut en algemeen secretaris van de Netherlands-Indies Export-Import Organisation. In 1940-1941 was Koster betrokken bij de voorbereiding van handelspolitieke onderhandelingen met Japan. Vanaf maart 1942 tot 1945 was Koster door de Japanse bezetter geïnterneerd langs de rivier de Tjitaroem in het kamp Baros Tjimahi,  West Java.
Gerepatrieerd naar Nederland werd Koster in 1946 lid van de Commissie Trip-Götzen die zich bezighield met het herstel van de economische en financiële betrekkingen met Nederlands-Indië. Kort daarop was hij van 1946-1949 plaatsvervangend bewindvoerder van Nederland bij het IMF en de Wereldbank te Washington.
In mei 1949 werd Willem Koster benoemd tot thesaurier-generaal van het Ministerie van Financiën. In die functie was hij onder meer lid van de Bankraad, van de Raad van Toezicht van de Herstelbank, van de Raad van Bestuur van de KLM en voorzitter respectievelijk lid van diverse staatscommissies.
In 1951 ging Koster weer naar Washington, waar hij Chief Operations Officer bij de Wereldbank werd. Hij leidde economische onderzoeksmissies naar o.a. India en Colombia.
In 1953 vertrok hij naar Zuid-Afrika waar hij de functie van adjunct-hoofddirecteur en vanaf 1957 die van hoofddirecteur bekleedde van de Nederlandsche Bank voor Zuid-Afrika. In deze functie was hij onder meer verantwoordelijk voor de korte en middellange financiering van groot- en kleinhandel, industriële financiering alsmede de buitenlandse betrekkingen. Hij hield toezicht op het net van ca. 200 kantoren in Zuidelijk Afrika, alsmede de kantoren Londen en New York.

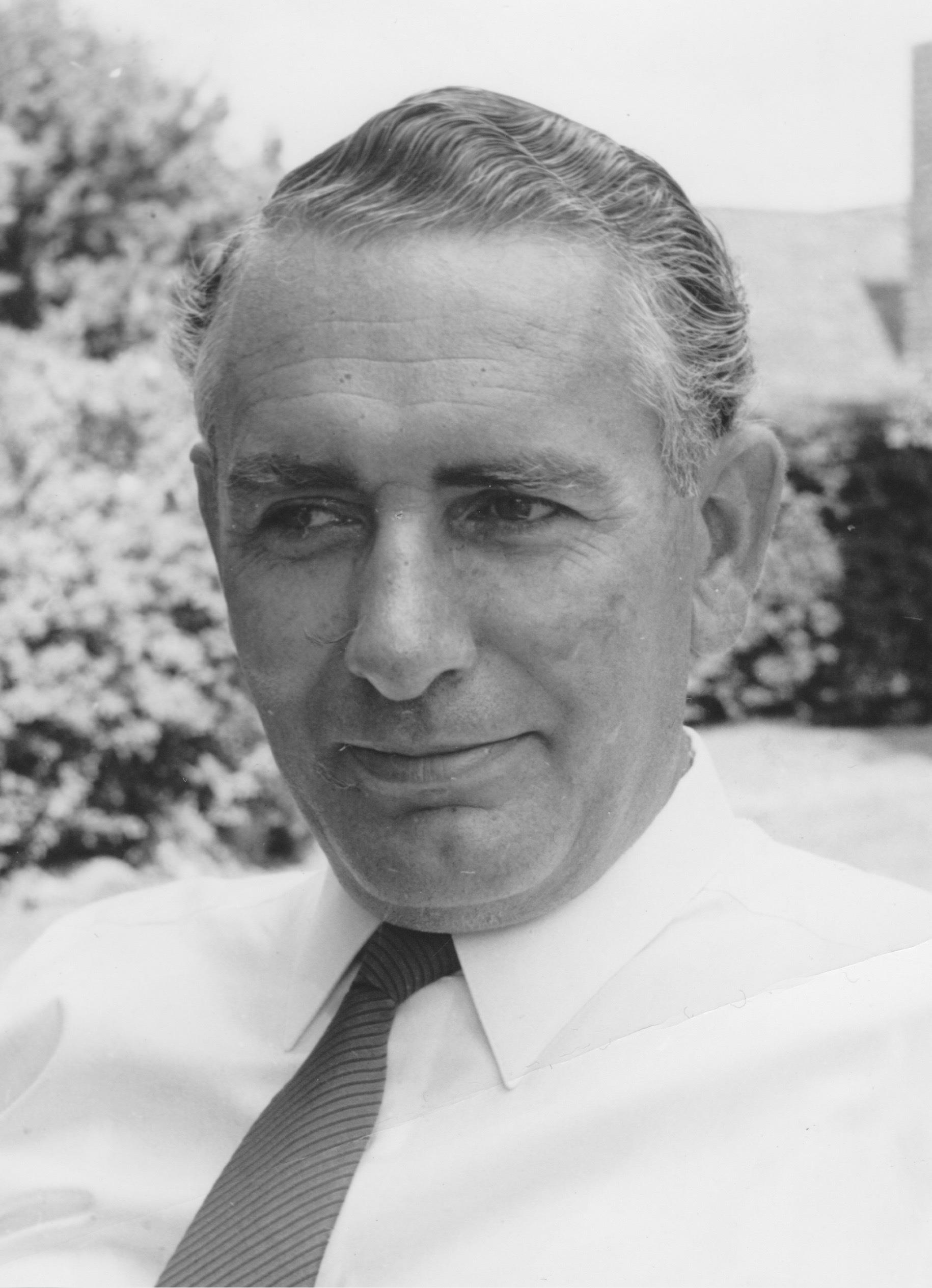
Willem Koster in juli 1961, particuliere collectie

In 1965 verliet Koster de Nedbank en werd hij associate professor of monetary economics aan de Universiteit van Natal in Durban. In 1966 promoveerde hij op het proefschrift Aspects of Banking and Monetary Control in South Africa.
In 1967 keerde Koster terug naar Nederland, waar hij op 28 april 1975 te Den Haag is gestorven.
Willem Koster was ridder in de Orde van de Nederlandse Leeuw en oud luitenant ter zee 2e klasse van speciale diensten, Koninklijke Marine Reserve.

## Publicaties
- De economische en staatkundige ontwikkeling der Philippijnen, Batavia 1938.
- De voorloopige Regeling van het betalingsverkeer tusschen Nederland en Nederlandsch-Indië, oktober 1946, in Economische-Statistische Berichten, nrs. 1537 en 1538.
- Aspects of Banking and Monetary Control in South Africa, proefschrift, Universiteit van Natal, Durban, 1966.

- International Standard Name Identifier: 0000 0000 4660 1830
- Library of Congress Control Number: no97016465
- Virtual International Authority File: 2698161274820847650006